# Дослід Ерстеда

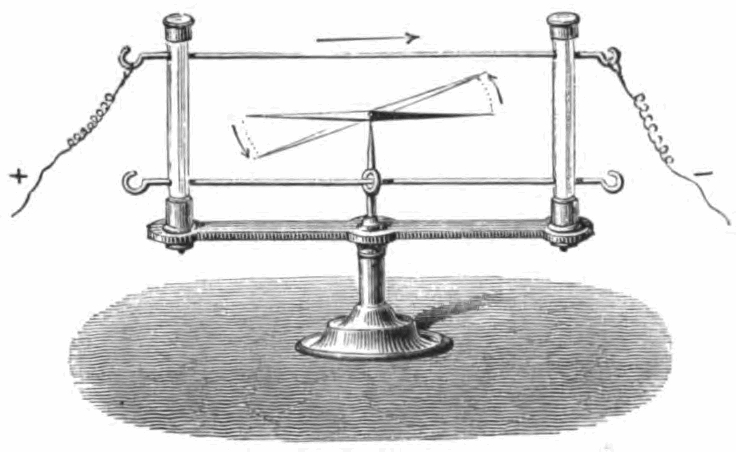
Зовнішній вигляд експерименту, який показує дослід Ерстеда

До́слід Ерсте́да — класичний дослід, проведений у 1820 році Ерстедом і є першим підтвердженим доказом впливу електричного струму на магніт.

## Суть досліду
Ганс Крістіан Ерстед поставив над магнітною стрілкою прямолінійний металевий провідник, спрямований паралельно до стрілки. Під час проходження через провідник електричного струму стрілка поверталася майже перпендикулярно провіднику. За зміни напряму струму стрілка поверталася на 180°. Схожий поворот спостерігався, якщо провід перенести на інший бік, розташовуючи не над, а під стрілкою.
Вважається, що це відкриття було цілком випадковим: професор Ерстед показував студентам дослід із теплової дії електричного струму, при цьому на експериментальному столі знаходилася також і магнітна стрілка. Один зі студентів звернув увагу професора на те, що в момент замикання електричного кола стрілка трохи відхилялася. Пізніше Ерстед повторив дослід із потужнішими батареями, посиливши тим самим вплив. При цьому сам він у своїх роботах пізніше заперечував випадковість відкриття: «Усі присутні в аудиторії — свідки того, що я заздалегідь оголосив про результат досліду. Відкриття, таким чином, не було випадковістю…».

## Пояснення досліду
Зараз вважають, що під час проходження через прямолінійний провідник електричного струму в просторі навколо нього виникає магнітне поле, силові лінії якого є колоподібними з центром на осі провідника. При цьому величина магнітного поля пропорційна силі струму, яка є в провіднику, і обернено пропорційна відстані до провідника:
{\displaystyle B={\frac {2i}{cr}},}
де B — модуль вектора індукції магнітного поля, i — сила струму, r — відстань від точки спостереження до провідника, c — швидкість світла (тут використані значення в гаусовій системі одиниць).
Під час поміщення в магнітне поле речовини, що має ненульовий магнітний момент (магніту), на неї починає діяти момент сили Лоренца, пропорційний індукції магнітного поля та величині магнітного моменту, а також синусу кута між їхніми векторами:
{\displaystyle M=Bp_{m}\sin \alpha ,}
де M — модуль вектора моменту сил, що діють на магнітний момент, {\displaystyle p_{m}} — величина магнітного моменту, {\displaystyle \alpha } — кут між векторами {\displaystyle {\vec {B}}} та {\displaystyle {\vec {p}}_{m}.}
Момент сил прагне поставити магнітну стрілку паралельно напрямку вектора магнітної індукції, тобто перпендикулярно провіднику зі струмом. Чим більша сила струму в провіднику та чим більша сила магніту, тим вплив сильніший. Насправді дії магнітної сили протистоять сили тертя в місці прикріплення магнітної стрілки, тому прояв цього явища може бути мало виражений.

## Роль досліду в історії фізики
Описаний 21 липня 1820 в короткій статті «Experimenta circa effectum conflictus electrici in acum magneticam [Архівовано 3 травня 2021 у Wayback Machine.]» дослід став першим експериментальним доказом взаємозв'язку електричних і магнітних явищ.